# Marie-Josée Bauwen
Marie-Josée (Josée) Bauwen (Menen, 21 juni 1951 — Zonhoven, 28 april 2021) was een Belgisch senator.

## Levensloop
Bauwen werd beroepshalve maatschappelijk assistent bij de NMVB en vervolgens bij De Lijn.
Ze werd eveneens politiek actief voor Agalev en zetelde voor deze partij van januari tot mei 1995 in de Senaat als rechtstreeks verkozen senator voor het arrondissement Hasselt-Tongeren-Maaseik, in opvolging van Jef Ulburghs. Gedurende diezelfde periode had ze als gevolg van het toen bestaande dubbelmandaat ook zitting in de Vlaamse Raad. De Vlaamse Raad was vanaf 21 oktober 1980 de opvolger van de Cultuurraad voor de Nederlandse Cultuurgemeenschap, die op 7 december 1971 werd geïnstalleerd, en was de voorloper van het huidige Vlaams Parlement.   